# Kościół Świętych Apostołów Piotra i Pawła w Twardowie
Kościół Świętych Apostołów Piotra i Pawła w Twardowie – rzymskokatolicki kościół parafialny należący do parafii pod tym samym wezwaniem (dekanat Jarocin diecezji kaliskiej).
Jest to świątynia wzniesiona w latach 1885–1896 z fundacji ówczesnego właściciela majątku Karola
Żychlinskiego. Kościół jest utrzymany w dobrym stanie technicznym, prowadzone są przy nim na bieżąco naprawy i remonty. W latach 80. XX wieku zostało wykonane nowe pokrycie wieży
z blachy cynkowej. W 2003 roku zostało przeprowadzone malowanie i renowacja wnętrza kościoła, a w 2005 roku wyremontowano więźbę i zmieniono pokrycie dachowe. W 2006 roku został zmieniony kształt dachu nad prezbiterium świątyni. 
Kościół posiada interesujący jednorodny stylistycznie zespół wyposażenia i wystroju. Obejmuje on kilkadziesiąt obiektów dotychczas zewidencjonowanych na 20 kartach ewidencyjnych. Składa się m.in.
z interesujących polichromii na ścianach i sklepieniu świątyni, sprzętów w stylu neogotyckim oraz
witraży heraldycznych umieszczonych w oknach prezbiterium świątyni.